# Bučina (Ústí nad Orlicí-i járás)
Bučina település Csehországban, a Ústí nad Orlicí-i járásban. Bučina Javorník, Hrušová, Cerekvice nad Loučnou, Makov, Suchá Lhota és Újezdec településekkel határos. Lakosainak száma 256 fő (2024. január 1.).

## Népesség
A település lakosságának változását az alábbi diagram mutatja:
| Lakosok száma | 344  | 435  | 466  | 326  | 273  | 216  | 253  | 260  | 265  | 256  |
|               | 1869 | 1890 | 1921 | 1950 | 1980 | 2001 | 2017 | 2019 | 2022 | 2024 |